# Mulțime densă
In matematică, în special în topologie, o submulțime A a unui spațiu topologic X se numește densă (în X) dacă pentru orice punct x din X orice vecinătate a lui x conține cel puțin un punct din A.
Altfel spus, A este densă în X dacă unica mulțime închisă din X care conține pe A este însăși X. Echivalent, închiderea lui A coincide cu X sau că interiorul complementarei lui A este mulțimea vidă.

## Densitatea în spațiile metrice
În cadrul spațiilor metrice definiția densității poate fi formulată astfel: mulțimea A din spațiul metric X este densă dacă orice punct {\displaystyle x} din X este limita unui șir de puncte din A. Adică, A este densă în X atunci când
{\displaystyle {\bar {A}}=X,}
unde {\displaystyle {\bar {A}}} înseamnă închiderea lui A.
Dacă {\displaystyle \{U_{n}\}} este un șir de mulțimi deschise într-un spațiu metric complet X, atunci la fel și {\displaystyle \cap _{n=1}^{\infty }U_{n}} este densă în X. 

## Exemple
- Orice spațiu topologic este dens.
- În mulțimea numerelor reale înzestrată cu topologia uzuală, mulțimea numerelor raționale și mulțimea numerelor iraționale sunt dense.
- Orice spațiu metric {\displaystyle X} este dens în propria sa completare {\displaystyle X^{*}}.